# Klára Loosová
Klára Loosová (Claire Beck Loos; 4. listopadu 1904, Plzeň – 19. ledna 1942 Riga) byla československá fotografka a spisovatelka. Byla třetí manželkou raně modernistického československo-rakouského architekta Adolfa Loose.

## Životopis
Klára Loosová se narodila v Plzni v Československu v roce 1904 jako jedno ze tří dětí Olgy (Feigl) Beckové a Otty Becka.:s.xvi
Klára se zasnoubila s Adolfem Loosem (1870–1933) poté, co pozval rodinu Beckových na jaře 1929 na představení Josephiny Bakerové ve Vídni. Vzali se ve Vídni 18. července téhož roku i přes odpor jejích rodičů k mnohem staršímu Adolfovi. Protože šlo o smíšené manželství (Klára byla z židovské rodiny, Adolf nikoli), židovská obec odmítla sňatek uzavřít. Rozvedli se v roce 1932.
Loosovi nejbližší i širší příbuzní – rodiny Beckových, Hirschových, Turnowských a Krausových – a její přátelé Semmlerovi byli jedni z prvních Adolfových klientů. Najímali ho na přestavbu interiérů bytů v Plzni a ve Vídni a tam Adolf poprvé začal otevírat „meziprostory“ mezi stěnami a vytvářet souvislé místnosti.
V roce 1936 vydala Loosová knížku Adolf Loos Privat, literární dílo „břitce ostrých anekdot“ o charakteru, zvycích a výrocích svého bývalého manžela, které bylo ilustrováno rodinnými fotografiemi. Kniha, kterou vydalo nakladatelství Johannes-Presse ve Vídni, měla za cíl získat finanční prostředky na hrob Adolfa Loose, který v chudobě zemřel o tři roky dříve.
Loosová a její matka se na začátku druhé světové války přestěhovali do Prahy a později byly deportovány do koncentračního tábora Theresienstadt, Klára v roce 1941 a Olga v roce 1942. Odtamtud byly odděleně transportovány do lotyšské Rigy, kde byly pravděpodobně zastřeleny nebo zplynovány při příjezdu v roce 1942.

## Dědictví
V letech 2012-13 byly některé autorčiny fotografie zařazeny na výstavu Vienna's Shooting Girls: Jewish Women Photographers in Vienna.
V roce 2011 vyšla knížka Adolf Loos Privat ve svém prvním anglickém překladu pod názvem Adolf Loos: A Private Portrait.